# Suverænitet
Suverænitet  eller højhedsret er en stats selvbestemmelsesret. Den ydre suverænitet sikrer en stat uafhængighed fra andre landområder eller grupper af mennesker. Den indre suverænitet giver staten myndighed til at opretholde retsorden og varetage befolkningens fælles interesser. Hvis denne myndighed er uden begrænsninger, er der tale om legitimt voldsmonopol. 

## Historie
I filosofien har ideen om suverænitet fra Socrates til Thomas Hobbes, både omfattet en politisk afgrænsning og et moralsk imperativ om implementering af begrebet. Ideen omfatter bl.a. et imperativ, der forbinder statens suverænitet med statens evne til at forsvare og garantere sine borgeres interesser. I dette perspektiv er en stat, som ikke handler i borgernes interesser, ikke suveræn.
Thomas Hobbes' Leviathan legitimerer suverænens magt ved opretholdelsen af lov og orden. I enevælden var suveræniteten direkte knyttet til suverænens person, og denne var kun ansvarlig overfor Gud.
Ofte nævnes Jean Bodins værk Les Six livres de la République  som det første egentlige teoretiske værk, hvor suverænitetsbegrebet søges afklaret i statsretslig forstand. De feudale samfunds  magtdeling mellem konge, kirke og adel kunne ikke udgøre en suveræn myndighed; Bodin argumenterede for enevælden som den koncentration af myndighed, der kunne udgøre grundlaget for en suveræn stat. Denne tolkning udgjorde grundlaget for legitimeringen af enevældens magtapparat og var grundlaget for de westfalske traktater.
Suverænitetsbegrebet er grundlaget for folkeretten, hvor staters ret til ikke at tåle indblanding fra andre staters side er fastlagt. Den nuværende opfattelse af nationalstaters suverænitet udspringer af principperne bag den westfalske fred i 1648, hvor statens integritet, grænsekontrollens ukrænkelighed og statens overherredømme over kirken blev grundlagt. Siden 2. verdenskrig har det internationale samarbejde forårsaget begrænsninger i staternes suverænitet, både på overstatsligt og regionalt plan.
Med folkesuverænitetsprincippet opstod en anden magtdelingslære: Delingen i lovgivende magt, udøvende magt og dømmende magt, hvor myndigheder udøver suverænitet på folkets vegne. Denne deling skabte et problem, idet der teoretisk set ikke kan være tre suveræner i samme stat. Dette problem løses formelt i et parlamentarisk system, hvor den lovgivende forsamling er defineret som øverste myndighed. I praksis antages den lovgivende forsamling også i lande med klassisk magtdeling for at være suverænen.

## Begrebsafklaring
Da begrebet har været til diskussion gennem flere årtusinder, har det undergået mange ændringer, specielt i oplysningstiden. I moderne tid omfatter det mindst fire forskellige aspekter:
- national suverænitet - den kontrol, en myndighed har i staten,[7]
- interdependens suverænitet - kontrol med aktiviteter, der passerer landegrænser, fx EU's kontrol med grænsehandel [7]
- international legitim suverænitet - formel international kontrol med suveræne stater, fx gennem FN's konventioner[7]
- Westfalsk  suverænitet - Den suverænitetstype, som var fastlagt i den westfalske fred.[7]

Der skelnes ligeledes mellem juridisk og de facto suverænitet; en myndighed kan således juridisk være i besiddelse af suverænitet, men i praksis ude af stand til at håndhæve den. Endelig sondrer nogle fremstillinger mellem umiddelbar og ultimativ suverænitet. Den umiddelbare omfatter retten til at foretage afgørende beslutninger (fx lovgive), mens den ultimative er retten til at foretage en endelig afgørelse, der omstøder den umiddelbare beslutning. Som eksempel nævnes domstoles mulighed for at underkende en lov. I nogle lande træffes den ultimative afgørelse af en forfatningsdomstol, mens det i andre, fx Danmark, er Højesteret, der er ultimativ retslig instans.

## Suverænitetsafgivelse
Gennem traktater kan en stat afgive sin suverænitet i et nærmere afgrænset omfang. EUs medlemsstater har gennem underskrivelsen af Romtraktaten og efterfølgende bindende traktater overdraget dele af den indre suverænitet til Unionen, men bevaret den ydre suverænitet.. Delstaterne i USA har i henhold til forfatningen afgivet den ydre suverænitet til forbundsstaten.
Underskrivelse af FNs traktater kan indebære afgivelse af suverænitet. Især forsøg på at bekæmpe virkninger af miljøkatastrofer og klimaforandringer, men også forsøg på at skabe fælles forståelse for international retshåndhævelse kan udgøre en begrænsning for medlemslandenes suverænitet.